# Fageröns naturreservat
Fageröns naturreservat är ett naturreservat i Östhammars kommun i Uppsala län.
Området är naturskyddat sedan 1993 och är 507 hektar stort. Reservatet omfattar delar av (halv)ön Fagerö med Ånön och består av blandskog med ädellövträd, odlingsmark, betade strandängar och karga hällmarker.